# Реджина
«Реджина 1914» (італ. Associazione Sportiva Reggina 1914) — італійський футбольний клуб з міста Реджо-ді-Калабрія, заснований 11 січня 1914 року. Принциповим суперником калабрійців є «Мессіна», з яким відбувається так зване «Дербі протоки».

## Історія

### Ранні роки
11 січня 1914 року, коли було засновано Спортивний союз Реджо-ді-Калабрії (італ. Unione Sportiva Reggio Calabria), де серед різних видів спорту був футбол. Однак, для занять цим видом спорту не було відповідних умов через відсутність повноцінного стадіону. Лише 1922 року було розпочато будівництво першого стадіону неподалік порту Реджо-ді-Калабрії. Будівництво арени було закінчено в 1924 році, і вона отримала назву Червоний ліхтар (італ. Lanterna Rossa).
1922 року Спортивний союз Реджо-ді-Калабрії увійшов до Італійської федерації футболу і незабаром змінив назву на Футбольний клуб «Реджо» (італ. Reggio Foot Ball Club). 14 квітня 1924 року відбулося офіційне відкриття стадіону «Червоний ліхтар». У 1924—1927 роках команда виступала у другому дивізіоні Італії, після чого припинила існування.
1928 року була створена нова команда, Спортивний союз «Реджина» (італ. Unione Sportiva Reggina), яка виступала у третьому дивізіоні країни і у листопаді 1934 року змінила свою назву на Спортивна асоціація «Реджина» (італ. Associazione Sportiva Reggina). Втім, вже по завершенні сезону 1934/35 команда була розпущена через фінансові проблеми.
1937 року у місті було створено Спортивно товариство «Ла-Домінанте» (італ. Società Sportiva La Dominante). Ця команда виграла свою групу четвертого італійського дивізіону і вийшла до Серії С 1938/39 років. Однак, посівши там 11-е місце, команда вилетіла назад до четвертого дивізіону, а ще через рік знялася із змагань через економічні проблеми, що посилилися початком Другої світової війни.

### Повоєнний період
1944 року була створена Спортивна асоціація «Реджина», яка у першому ж сезоні посіла 1 місце у своїй групі четвертого дивізіону і була включена до Серії С 1945/46. Команда залишалася у цьому дивізіоні до кінця сезону 1951/52 років. У 1951 році клуб був замішаний у справі про корупцію, коли під час виїзного матчу директор клубу намагався підкупити гравця «Катандзаро». Спробу хабара було викрито, і «Реджина», оштрафована на 17 очок, через що вилетіла до чемпіонату Серії IV 1952/53 років. Клуб повернувся до Серії C після чотирьох років, за підсумками сезону Серії IV 1955/56 років під керівництвом тренера Оронцо Пульєзе.

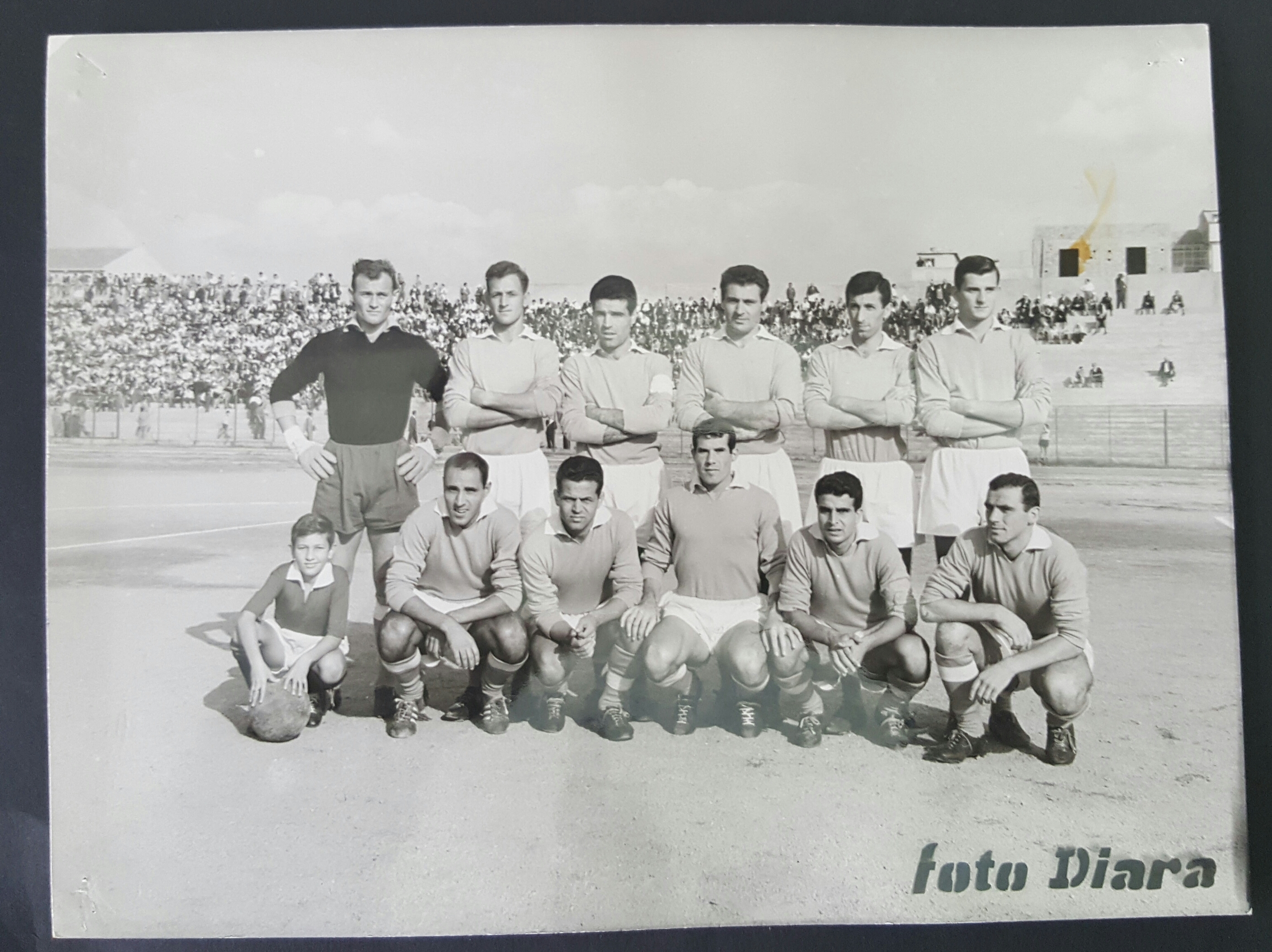
«Реджина» у 1962 році.

Після кількох років у третьому дивізіоні, у сезоні 1964/65 «Реджина», очолювана тренером Томмазо Маестреллі (майбутнім чемпіоном Італії з «Лаціо»), зуміла забезпечити собі довгоочікуване перше підвищення до Серії B. Там у дебютному сезоні «Реджина» була близька до історичного потрапляння до Серії A, але через поразку у останньому турі від «Пізи» посіли четверте місце в турнірній таблиці, набравши на одне очко менше ніж прохідне третє місце. У наступні роки команда виступала все гірше і 1974 року вилетіла до Серії С, а 1983 року опустилась ще нижче, вилетівши до Серії С2.
У 1986 році клуб повернувся до Серії С1, але ризикував банкрутством, але його врятувала група молодих бізнесменів, які взяли його під свій контроль, давши йому назву «Реджина Кальчо» (італ. Reggina Calcio), зберігаючи історію та традиції попереднього клубу. У сезоні 1987/88 під керівництвом тренера Невіо Скали вони знову вийшли до Серії В. Однак після трьох сезонів у 1991 році вони знову вилетіли до Серії С1. Чергове підвищення до другого дивізіону відбулося в сезоні 1994/95, і після чотирьох сезонів гри в Серії В вони посіли там 4-те місце в сезоні 1998/99, що означало вихід до вищої ліги вперше в історії клубу.

### Серія А
У 1999 році команда вперше вийшла у Серію А. Дебютний матч в історії «Реджини» в Серії А відбувся проти «Ювентуса» на «Делле Альпі» в Турині і закінчився з рахунком 1:1. Наприкінці сезону команда під керівництвом тренера Франко Коломби і такими гравцями, як Андреа Пірло, Роберто Бароніо та Мохамед Каллон посіла безпечне 11 місце. У наступному сезоні 2000/01 клуб посів 15-е місце, а потім, програвши матч за виживання проти «Верони», вилетів у Серію B, але через рік знов вийшов до Серії А.

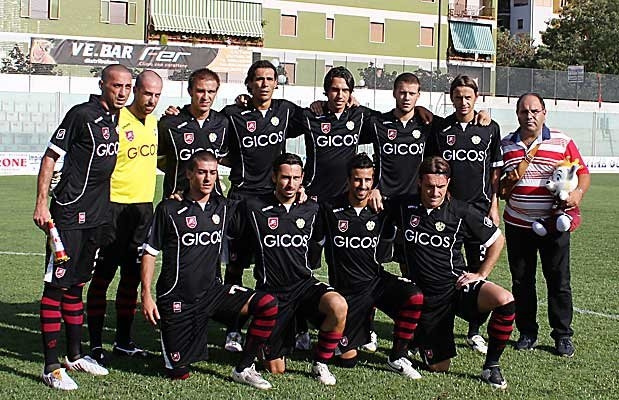
«Реджина» у 2008 році.

У 2003 році «Реджина» знову могла знову потрапити в Серію B, але цього разу виграла в матчі за право залишитися в Серії А. Найкращим результатом команди в історії стало 10-е місце в сезоні 2004/05. Вони могли б посісти кращу позицію в наступному сезоні 2005/06, але «Реджина» виявилась замішаною в скандалі, пов'язаному з махінаціями і підкупом суддів, через що з них зняли 11 очок. Навіть попри це, команда залишилася в елітному італійському дивізіоні з 40 очками (14-е місце). Команда таки вилетіла з Серії А в сезоні 2008/09, після чого почався її поступовий занепад.

### Занепад і створення нової команди
Повернувшись до Серії B у 2009 році, клуб програв півфінал плей-оф за підвищення до Серії А наступного року, а в наступних сезонах його результати лише погіршувалися, аж поки він не вилетів до Серії C у 2014 році, в рік сторіччя клубу. Незважаючи на те, що команда уникнула вильоту з Леги Про ще нижче в сезоні 2014/15, «Реджина» оголосила про своє банкрутство і знялася зі змагань. 
Замість неї була створена нова команда «Реджо Калабрія» (італ. Società Sportiva Dilettantistica Reggio Calabria), яка була заявлена в аматорську Серію D. У липні 2016 року, клуб придбав права на історію і назву «Реджини» і повернув команді історичну назву (італ. Urbs Sportiva Reggina 1914). Також клуб подав заявку на вступ у Легу Про, яка була задоволена і клуб повернувся в професійні змагання в сезоні 2016/17. Завдяки грошам римського бізнесмена Луки Галло клуб почав повертати свої позиції і вийшов до Серії В в сезоні 2019/20. Провівши там три сезони, 2023 року «Реджина 1914» була виключена з чемпіонату перед початком Серії B 2023/24 років через несплату податкових боргів у встановлений термін.
Щоб зберегти футбол у місті, того ж 2023 року був заснований за результатами муніципального тендеру та зареєстрований у Серії D клуб «Ла Феніче Амаранто» (італ. La Fenice Amaranto ASD), який не мав стосунку до попередньої команди. 29 травня 2024 року клуб отримав історичний бренд і у липні Федерація офіційно надала дозвіл на зміну назви команди на «Реджина» (італ. AS Reggina 1914).

### Логотипи

Логотип «Реджини» з 2007 по 2011 рік.
Логотип «Реджо Калабрія» у сезоні 2015/16 років.
Логотип «Реджини» з 2019 по 2023 рік та з 2024 року.

## Кількість сезонів по дивізіонах
| Дивізіон | Кількість сезонів | Дебют     | Останній сезон |
| -------- | ----------------- | --------- | -------------- |
| A        | 9                 | 1999-2000 | 2008-2009      |
| B        | 25                | 1965-1966 | 2022-2023      |
| C        | 44                | 1926-1927 | 2016-2017      |
| D        | 10                | 1929-1930 | 2024-2025      |

## Головні тренери
- 1934–1935: Андраш Куттік
- 1947–1948: Луїджі Бертоліні
- 1948–1950: Джузеппе Перукетті
- 1950–1951: Фульвіо Бернардіні
- 1955–1958: Оронцо Пульєзе
- 1960–1962: Арнальдо Сентіменті
- 1964–1968: Томмазо Маестреллі
- 1968–1969: Армандо Сегато
- 1970–1971: Ромоло Біццотто
- 1971–1972: Майно Нері
- 1977–1978: Антоніо Анджелілло
- 1978–1979: Франческо Скольйо
- 1982–1983: Франческо Скольйо
- 1986–1987: Альберто Бігон
- 1987–1989: Невіо Скала
- 1989–1990: Бруно Болкі
- 1990–1991: Франческо Граціані
- 1997–1998: Франко Коломба
- 1999–2002: Франко Коломба
- 2002–2003: Бортоло Мутті, Луїджі Де Каніо
- 2003–2004: Франко Коломба
- 2004–2007: Вальтер Маццаррі
- 2007–2008: Массімо Фіккаденті, Ренцо Улів'єрі
- 2008–2009: Джузеппе Піллон
- 2009–2010: Вальтер Новелліно
- 2010–2011: Джанлука Атцорі
- 2012–2013: Джузеппе Піллон
- 2013–2014: Джанлука Атцорі, Джанлука Атцорі
- 2020–2021: Марко Бароні
- 2022–2023: Філіппо Індзагі

## Відомі гравці
- Моцарт Сантос Батіста Жуніор
- Лампрос Хутос
- Емануеле Беларді
- Крістіан Дзанетті
- Сімоне Перротта
- Іван Пеліццолі
- Андреа Пірло
- Віктор Будянський
- Мохамед Каллон
- Ільяс Зейтуллаєв
- Мартін Їранек
- Накамура Сюнсуке